# Orinoko (powieść)
Orinoko – powieść podróżniczo-przygodowa autorstwa Arkadego Fiedlera, której akcja rozgrywa się w latach 20. XVIII wieku w hiszpańskiej Wenezueli.
Orinoko opowiada o pobycie Johna Bobera wśród Indian Arawaków, zamieszkujących nad rzeką Orinoko. Dzięki swym umiejętnościom i inteligencji główny bohater obejmuje władzę nad plemieniem. Książka jest adresowana głównie do nastoletniego czytelnika. Stanowi drugą część trylogii opowiadającej o losach Polaka z pochodzenia, Johna Bobera. Jest kontynuacją powieści Wyspa Robinsona (1954). Dalsze przygody niektórych bohaterów książki opisuje inna, znacznie późniejsza, powieść tego samego autora – Biały Jaguar (1980).
Przy pisaniu powieści autor w zakresie przyrodniczo-etnograficznym posłużył się własnym doświadczeniem i obserwacjami poczynionymi w czasie pobytu na terenie, gdzie umieścił akcję książki.
Orinoko zostało wydane po raz pierwszy w 1957 roku i doczekało się 11 wydań w języku polskim. Została także przetłumaczona na czeski i niemiecki.